# A33 (Botswana)
Die A33 ist eine Fernstraße in Botswana, die an der Ngoma Bridge (Grenze zu Namibia) beginnt. Dort ist sie die Verlängerung der Nationalstraße B8. Sie führt Richtung Osten nach Kazungula an der Nordgrenze Botswanas und dann südwärts nach Nata, wo sie auf die A3 trifft. Sie ist 363 Kilometer lang. Unter anderem dient sie dem Verkehr von Namibia nach Sambia.